# NXC
株式会社NXC（エヌエックスシー、朝: 주식회사 엔엑스씨）は、ゲーム開発および配給企業であるネクソン（NEXON、東京証券取引所プライム市場上場）などの株式を保有する大韓民国の持株会社。

## 概要
価値あるデジタルアイデアと技術に対する投資をはじめ、多様な社会貢献および文化事業を進めており、代表はネクソン創業者金正宙の妻ユ·ジョンヒョン。本社は大韓民国済州特別自治道済州市に位置している。
1989年、キム・ジョンジュ会長の父親であるキム・ギョチャンが創立した法人が1994年にゲーム事業を開始し、2006年に持株会社に転換され、大韓民国内のゲーム事業はネクソンコリアに分社された。
NXCは、子どもや青少年を対象にした文化プロジェクトやグローバル社会貢献事業も進めている。2013年にアジア初のコンピュータ博物館である「ネクソンコンピュータ博物館」を開館し、2016年には国内初の児童リハビリ病院である「プルメ財団ネクソン子供リハビリ病院」の建設に参加した。2018年にはこのような社会貢献活動を持続的に推進するため、韓国と米国にそれぞれ「ネクソン財団」と「ソーホーインパクト」財団を設立し、第2子供リハビリ病院の建設とグローバルブリック寄付など新規社会貢献事業に関与している。また、ネクソン文化多様性ファンドを通じて文化芸術の多様性確立と底辺拡大を図っている。

## ネクソンコンピュータ博物館
NXCが済州市老衡洞の漢拏樹木園付近に建設した国内初のコンピュータ博物館で、2013年7月27日に開館し、コンピュータとゲームの歴史に関する5千点以上の所蔵品を保有している。ドイツのComputerspielemuseum、米国のInternational Center for the History of Electronic Gamesなど有数の海外博物館だけでなく、Softmax、Gamevil、Oculus VR、Thalmic Labs、Take-Two Interactive、Sony Computer Entertainmentなど国内外有数の企業と交流を行っている。
ネクソンコンピュータ博物館は、大韓民国IT産業の基盤となったコンピュータとゲーム文化の歴史を収集し保存することにその目的を置いており、デジタルと教育、そして芸術を結合した多様な展示および体験プログラムを提供している。主要所蔵品としてはApple I、Altair 8800、Commodore PET 2001、PC 5150、Jamix V、SPC-1500A、IQ-1000、FC-100D、Oculus Rift、MYOなどがある。このうちApple Iは全世界にたった6台だけが残っている意味のある所蔵品の一つだ。それだけでなく、Space Invaders（スペースインベーダー）、Galaga（ギャラガ）、Prince of Persia（ペルシアの王子）、ハンメタザ教師など多様なソフトウェアも一緒に展示されており、観覧客はそのほとんどを直接体験できる。また、デジタルアーカイブプロジェクトの一環として1996年ネクソンが開発した全世界最長寿グラフィックMMORPGである<風の国>の初期バージョンを復元し公開している。この他にも済州島に位置しているという地域的特色を考慮し、済州道民のための教育プログラム「NCM子供諮問団」、「子供融合ワークショップHAT」、「オープンワークショップ」などを運営している。

## 投資事業
ベルギーのNXMHなど投資専門法人を通じた直接投資はもちろん、米国ニューヨーク所在の投資専門会社コラボレーティブファンド(Collaborative Fund)、国内スタートアップ専門投資ベンチャーキャピタルボーンエンジェルズおよびストロングベンチャーズなどを通じた間接投資も進めている。
主な活動としてレゴ仲介サイトのブリックリンク (BrickLink)買収、プレミアムベビー用品ブランドのストッケ (Stokke)買収、米国所在のスタートアップ電気自動車メーカーのリットモーターズ (LitMotors)にも投資しており、最近欧州最高の暗号通貨取引所であるビットスタンプ (Bitstamp)も買収している。

## グループ会社
出典：
- 株式会社ネクソン（日本）
  - NEXON Korea
    - NEXON Networks

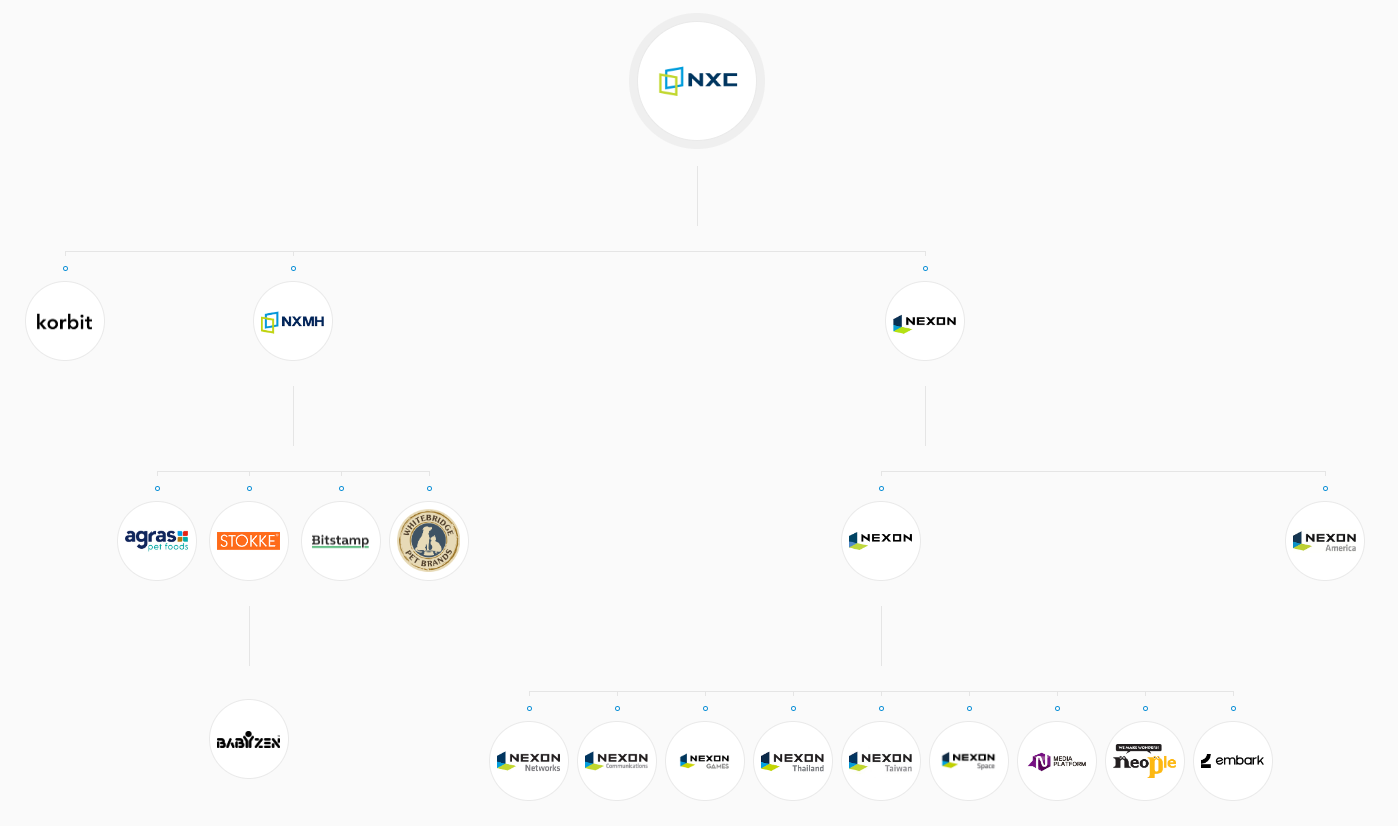
グループ支配構造

    - NEXON Communications
    - NEXON GAMES
    - NEXON Thailand
    - NEXON Taiwan
    - NEXON Space
    - N Media Platform
    - NEOPLE

  - NEXON America
  - EMBARK STUDIOS

- NXMH
  - ストッケ
    - BABYZEN

  - ビットスタンプ
  - Whitebridge Pet Brands

- Korbit